# آگه‌ئو، سایتاما
آگه‌ئو در استان سایتاما در کشور ژاپن  واقع شده‌است  که دارای جمعیت ۲۲۲٬۴۷۹ نفر و مساحت ۴۵٫۵۵ کیلومتر مربع با تراکم جمعیت ۴٬۸۸۴  نفر در کیلومترمربع است و در تاریخ ۱۵ ژوئیه ۱۹۵۸ به عنوان شهر شناخته شد.